# Alosa maeotica
Black Sea Shad (Alosa maeotica) là một loài cá thuộc họ Clupeidae. Loài này có ở Bulgaria, Gruzia, Moldova, România, Nga, Thổ Nhĩ Kỳ, và Ukraina.

## Hình ảnh

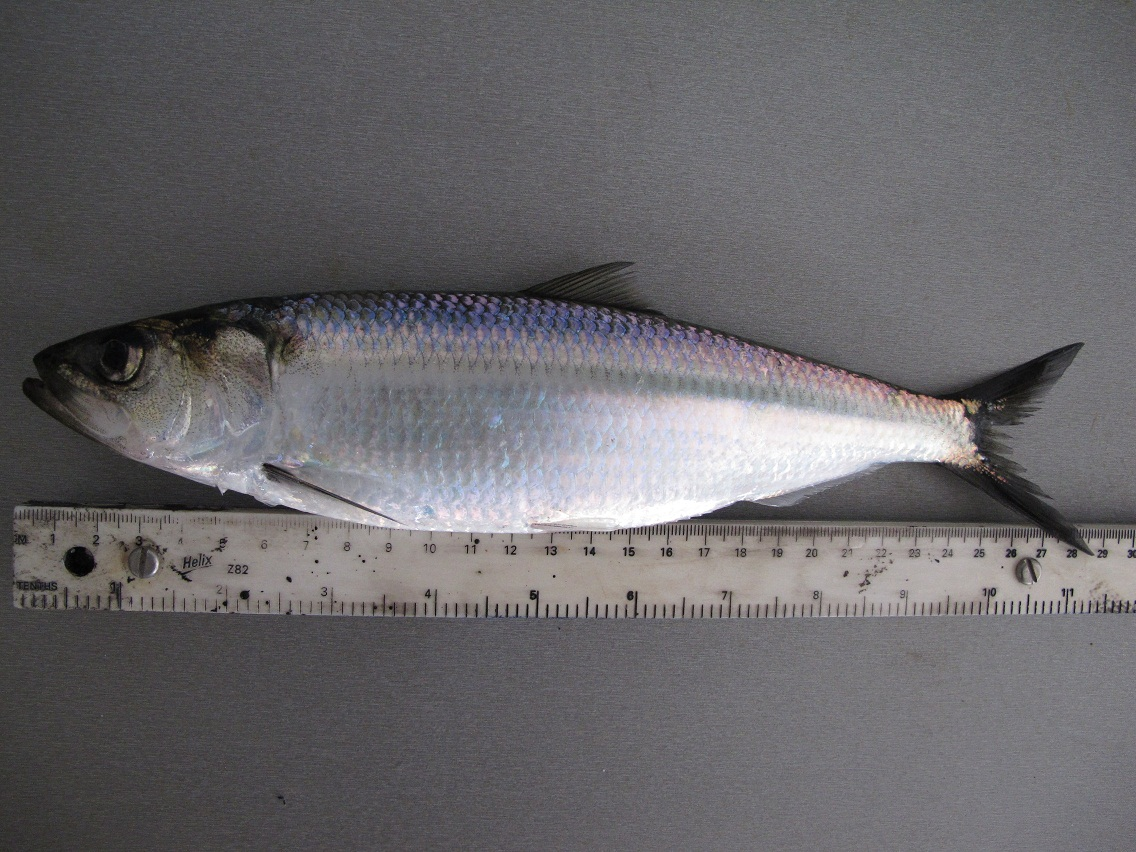